# Dillom
Dylan León Masa (Balvanera, 5 de diciembre de 2000), conocido por su nombre artístico Dillom, es un rapero, cantante, compositor y productor discográfico argentino. Se dio a conocer al público entre los años 2018 y 2019, con la publicación de su sesión musical con Bizarrap y las canciones «Drippin» y «Superglue». Es asociado por la critica profesional como pionero del nuevo género alternativo, dada su versatilidad para adaptarse a diversos géneros musicales, desde rap y trap hasta rock. Asimismo, es considerado uno de los referentes más destacados de la nueva música urbana argentina.
En 2021, lanzó Post mortem, su álbum debut, que le valió una nominación al mejor álbum de música urbana en los Premios Gardel 2022. En 2024, lanzó su segundo proyecto, Por cesárea, que cuenta con las colaboraciones de Andrés Calamaro y Lali Espósito. El disco fue aclamado por el público y la prensa, y nominado al mejor álbum de música alternativa en los Grammy Latinos de ese año.
Además de su carrera como solista, Dillom colaboró con los artistas L-Gante, Miranda!, Wos, ODD MAMI, Santiago Motorizado y Six Sex, entre otros, y forma parte de las agrupaciones musicales Rip Gang y Talented Broke Boys.

## Biografía
Dylan León Masa nació en el barrio porteño de Once el 5 de diciembre del 2000, y fue criado en Colegiales. Sus padres se divorciaron cuando él tenía ocho años. A los nueve, aprendió a tocar el bajo. En ese entonces, algunos de sus referentes musicales fueron los Ramones, Eminem, 50 Cent y los Red Hot Chili Peppers. Porque su madre sufría de drogadicción y fue presa, se mudó a lo de su padre, un judío ortodoxo, y su mujer e hijos.
En una entrevista para El Planteo, describió vivir con su padre como una experiencia negativa: «Se pusieron antiguos, full ortodoxos, y yo nunca fui ortodoxo. Al contrario, nada que ver, ni judío tampoco [...] Me obligaban a seguir sus costumbres, no me dejaban usar el celular o hacer la tarea los sábados porque era Sabbat. No me dejaban hacer chistes, ni nada». Por esto último, abandonó la casa y vivió tres días en plazas, hasta que se mudó a lo de su mejor amigo de la infancia.
En 2016, antes de que abandonara la casa de su padre, tuvo las opciones de mudarse a la ciudad de Ushuaia o la provincia de Misiones, pero se negó a esas posibilidades porque se encontraba en el comienzo de su carrera musical.

Yo lo único en lo que pensaba era en vivir de la música. Entonces dije ni en pedo me voy, allá lamentablemente no hay la misma cantidad de oportunidades que puede haber en Buenos Aires.
Dillom  para Caja Negra  

## Carrera

### 2015-2020: inicios y «Dillom: Bzrp Music Sessions»
En el 2015, Dilom comenzó su carrera como músico produciendo canciones en FL Studio para una agrupación de raperos de la Villa 31. Entre ese año y el 2018, trabajó con ellos, hasta que en ese último año produjo y lanzó su primer sencillo, «Drippin», que acumuló cincuenta mil reproducciones en YouTube a medio mes de su salida. En el 2018, además, lanzó el sencillo «Keloke», en colaboración con Peco, donde incursionó por primera vez en el género del hip hop.
En 2019, lanzó con Muerejoven las canciones «Casipegado» y «A$AP», y colaboró con el artista español Pimp Flaco en el sencillo «Do Re Mi», que fue su primera colaboración internacional. Ese mismo año, se dio a conocer al público después de que participó en la sesión número nueve del productor Bizarrap, que acumuló más de noventa millones de reproducciones.
A inicios del 2020, lanzó con su grupo musical Talented Broke Boys su primer mixtape, Talented Broke Boys, Vol. I, que contó con ocho sencillos y diferentes colaboraciones con artistas argentinos. En noviembre de ese año, lanzó el sencillo «Dudade».

### 2021-2023:Post mortemy shows multitudinarios
El 22 de enero del 2021, Dillom lanzó la canción «Sauce». El 27 de mayo de 2021, publicó «Opa», el primer sencillo de su primer álbum de estudio. El disco, titulado Post mortem, fue lanzado el 1 de diciembre del 2021, y obtuvo una buena recepción del público y la crítica. Una semana después, colaboró con el artista L-Gante en el sencillo «Tinty Nasty», que recibió más de ochenta millones de reproducciones en YouTube.
En marzo del 2022, se presentó por segundo año consecutivo en el Lollapalooza Argentino, donde tocó para más de cincuenta mil personas junto a su grupo musical Rip Gang. En abril de ese año, lanzó el video musical de «Rocketpowers», el cuarto sencillo de Post mortem. Ese mismo mes, agotó, en cuatro minutos, la totalidad de las entradas de sus cuatro funciones en el teatro Vorterix. En junio, además, agotó, en tan sólo diez minutos, todas las entradas para su show en el estadio Luna Park, donde presentó Post mortem el 12 de octubre del 2022.
El 4 de abril del 2023, lanzó la canción «Ola de suicidios». Ese mes, anunció las últimas presentaciones de la gira del disco en las ciudades de Buenos Aires, Córdoba y Santa Fe, y se presentó en el Movistar Arena, presentación que le valió aún más reconocimiento. El 23 de junio, fue declarado Personalidad Destacada de la Cultura porteña. El 11 de octubre de ese año, publicó su primer EP, Ad Honorem Vol. 1.

### 2024-presente:Por cesárea
En febrero del 2024, el cantante se presentó en el festival de música Cosquín Rock por tercer año consecutivo. En dicha edición, reversionó la canción de protesta «Sr. Cobranza», de Las Manos de Filippi, y cantó «A Caputo en la plaza lo tienen que matar», con la intención de criticar al ministro y economista del mismo apellido por sus políticas económicas. Como respuesta, el abogado Jorge Monastersky lo denunció penalmente por «incitación a la violencia y amenaza agravada». Sin embargo, el juez Miguel Vaca Narvaja desestimó la denuncia y consideró que no cometió ningún delito.
El 26 de abril, lanzó Por cesárea, su segundo disco, que presentó por primera vez en un show conceptual en el Teatro Coliseo, y que recibió dos millones de reproducciones en el día de su lanzamiento. El álbum contó con las participaciones de Andrés Calamaro y Lali Espósito, y recibió el elogio del público y la prensa. Sebastián Chaves, para el diario porteño La Nación, dijo que el disco «eleva la vara de toda la música urbana». En diciembre, la edición argentina de la revista Rolling Stone lo ubicó en el puesto número diecisiete de su lista de los 50 mejores álbumes en español del año.
A principios de junio, estrenó los videoclips de las canciones «Cirugía» y «Buenos tiempos», pertenecientes a Por cesárea, que recibieron cien mil reproducciones en el día de su publicación. El mismo mes, como parte de la gira de presentación del disco, realizó dos shows en el estadio Luna Park, que agotaron todas sus entradas. En agosto, presentó realizó dos funciones en el Movistar Arena, que también resultaron agotadas. Ambas presentaciones fueron bien recibidas, destacándose su originalidad, teatralidad y colaboradores.
El 16 de agosto del mismo año, continuó la gira del álbum en el Velódromo Municipal de Montevideo. En septiembre, se presentó en las ciudades de Córdoba, La Plata, Moreno y Ciudad de México. En octubre, participó del festival Bandera de Rosario, y los días 25 y 26 presentó Por cesárea en la ciudad de Mar del Plata. Ese último mes, colaboró en donde van los perros, el segundo disco de la cantante ODD MAMI.
El 6 de noviembre, Dillom lanzó una versión de la canción «¿Qué vas a hacer tan sola hoy?», de Viejas Locas. El 28 de noviembre, publicó Portal Sessions, un EP con el cantante Santiago Motorizado, donde reversionó dos de sus propias canciones, dos de la banda Él Mató a un Policía Motorizado y una de Los Twist. El 12 de diciembre del 2024, cantó en la Bombonera como parte del día del hincha del club Boca Juniors.

## Discografía
| Álbumes de estudio - Post mortem (2021) - Por cesárea (2024) | EPs - Ad Honorem, Vol. I (2023) - Portal Sessions (2024) | Mixtapes - Talented Broke Boys, Vol. I (2020) (con Ill Quentin y Broke Carrey) |

## Premios y nominaciones
Premios Gardel
| Año  | Categoría                       | Trabajo            | Resultado | Ref.   |
| ---- | ------------------------------- | ------------------ | --------- | ------ |
| 2022 | Mejor nuevo artista             | Post mortem        | Nominado  | [ 65 ] |
| 2022 | Mejor álbum de música urbana    | Post mortem        | Nominado  | [ 65 ] |
| 2022 | Mejor canción urbana            | «Opa»              | Nominado  | [ 65 ] |
| 2024 | Mejor canción urbana            | «Minimi»           | Nominado  | [ 66 ] |
| 2024 | Mejor videoclip corto           | «Ola de suicidios» | Nominado  | [ 66 ] |
| 2025 | Álbum del año                   | Por cesárea        | Nominado  | [ 67 ] |
| 2025 | Mejor álbum de rock alternativo | Por cesárea        | Ganador   | [ 67 ] |
| 2025 | Mejor álbum conceptual          | Por cesárea        | Nominado  | [ 67 ] |
| 2025 | Ingeniería de grabación         | Por cesárea        | Nominado  | [ 67 ] |
| 2025 | Canción del año                 | «Cirugía»          | Nominado  | [ 67 ] |
| 2025 | Mejor canción de rock           | «Buenos tiempos»   | Nominado  | [ 67 ] |

Premios Grammy Latinos
| Año  | Categoría                         | Trabajo     | Resultado | Ref.   |
| ---- | --------------------------------- | ----------- | --------- | ------ |
| 2024 | Mejor álbum de música alternativa | Por cesárea | Nominado  | [ 68 ] |